# Паметник на опълченците (Калище)
Паметникът на опълченците в село Калище е издигнат в памет на опълченците от селото в Руско-турската война от 1877 – 1878 г.
Представлява изсечена в горния край скала, на която са изписани имената на опълченците. Открит е през 1986 г.
- Димитър Петров Бачов – 5 дружина, 2 рота
- Иван Николов Гърков – 4 дружина, 1 рота
- Никола Петров Бачов – 6 дружина, 3 рота
- Стоян Лазаров Комитски – 5 дружина, 3 рота
- Тодор Стаменов Митев – 5 дружина, 4 рота